# Östra Göinge (Gemeinde)
Koordinaten: 56° 15′ N, 14° 4′ O

Östra Göinge ist eine Gemeinde (schwedisch kommun) in der südschwedischen Provinz Skåne län und der historischen Provinz Schonen. Der Hauptort der Gemeinde ist Broby.

## Sehenswürdigkeiten
In der Nähe liegen die Felsritzungen von Frännarp. Bekannt ist das Schloss Vanås und der den Park des Schlosses einnehmende Skulpturenpark Slott Vanås.

## Orte
Folgende Orte sind Ortschaften (tätorter):
- Broby
- Glimåkra
- Hanaskog
- Hjärsås
- Immeln
- Knislinge
- Sibbhult
- Östanå